# Alive or Dead
Alive or Dead, alternativ: Alive or Dead – Dies ist dein letzter Atemzug,  ist ein US-amerikanischer Low-Budget-Horrorfilm mit Splattereinlagen aus dem Jahr 2008. Die zweite Regiearbeit von Regisseur und Drehbuchautor Stephen Goetsch handelt von einer Sippe sonderbarer Gestalten, die mit brachialer Gewalt nach Menschenfleisch gieren.
Die Dreharbeiten fanden im kalifornischen Lake Hughes statt und verschlangen etwa 200.000 US-Dollar.
Die ungeschnittene SPIO/JK-Fassung erschien erstmals am 7. Mai, die keine-Jugendfreigabe-Version am 4. Juni 2009 in Deutschland auf DVD.

## Handlung
Die attraktive Maria bereist zu nächtlicher Stunde mit dem Auto das Hinterland der Vereinigten Staaten. Auf einer einsamen, abgelegenen Straße entdeckt die junge Frau einen verlassenen Schulbus, auf dem ein mit Blut geschriebenes „Help Me“ prangt. Das Fahrzeug erregt sogleich ihr Interesse. Nach einer Reifenpanne entschließt sich die beherzte Schönheit schließlich zur Erkundung des Busses. Im Inneren bietet sich ihr ein Bild des Grauens: blutüberströmte Sitze, Leichenteile sowie die angekettete und maskierte junge Sarah, die um Hilfe fleht. Noch bevor Maria dem Opfer helfen kann, setzt sich der Bus mit den beiden Frauen und einem vermeintlich Toten in Bewegung.
Nach mehreren Stunden Fahrt erreichen sie am nächsten Morgen ein festungsähnliches Anwesen inmitten einer kargen Wüstengegend. Am Bestimmungsort setzt Maria den Busfahrer mit Hilfe eines Sonderlings namens Frank – der entstellte Mann reiste bewusstlos im Bus mit – außer Gefecht. Wenig später erschlägt Sarah den Busfahrer, ihren vermeintlichen Peiniger. Die Situation entspannt sich kurzzeitig, bis das Duo bemerkt, dass der einfältige Frank ihnen ebenfalls feindlich gesinnt ist. Frank ist Teil einer degenerierten, kannibalisch lebenden Sippe.
Fortan kämpfen Maria und Sarah ums nackte Überleben. In der Folge werden beide schwer verletzt, gleichwohl verwunden sie mit dem Mut der Verzweiflung Frank und töten dessen debilen Sohn. Letztlich gelingt den Frauen die Flucht. Unterwegs werden sie abermals von Frank attackiert, der Maria ermordet, während Sarah in einem benachbarten Gebäude, Franks Zuhause, Zuflucht findet. Dort kommt es zum finalen Showdown. Nach diversen Kampfhandlungen gelingt es Sarah, Frank zu töten. Zuvor befreit sie dort eine an ein Bett gefesselte schwangere Frau. Am Ende des Films begeht die Schwangere Suizid, und Sarah marschiert zu Fuß vom blutigen Schauplatz.

## Kritiken
Das Lexikon des internationalen Films bezeichnet die Produktion als „minderbemittelten Horrorthriller, der lediglich Klischees“ aneinanderreihe.